# Пољске области које је припојио Немачки Рајх
Након инвазије на Пољску на почетку Другог светског рата, скоро четвртина целокупне територије Друге Пољске Републике је анектирана од стране нацистичке Немачке и стављена директно под немачку цивилну управу. Остатак Пољске коју су окупирали нацисти преименован је у општински округ. Анексија је била део „четврте поделе Пољске“ од стране нацистичке Немачке и Совјетског Савеза, описане месецима пре инвазије, у Споразуму Рибентроп—Молотов.
Неке мање територије су директно укључене у постојеће Источну Пруску и Шлеску, док је највећи део земље коришћен за стварање нових Reichsgaue Данциг-Западна Пруска и Вартеланд. Рајхсгау Вартеланд је садржао површински највећу анектирану територију.
Званични термин који су нацистичке власти користиле за ове области био је „инкорпориране источне територије“. Планирали су потпуну германизацију анектираних територија, сматрајући их делом свог лебенсраума. Локално јеврејско становништво било је присиљено да живи у гетоима, и постепено је депортовано у концентрационе логоре и логоре смрти, од којих се најзлогласнији, Аушвиц, налазио у анексираној Источној Горњој Шлезији. Локално пољско становништво требало је постепено поробљавати, истребљивати и на крају заменити немачким насељеницима. Пољска елита је посебно постала предмет масовних убистава, а процењује се да је око 780.000 Пољака било протерано и послато на присилни рад. Преостало пољско становништво било је строго одвојено од немачког становништва и подложно разним репресивним мерама. То је укључивало присилни рад и њихово искључење из свих политичких и многих културних аспеката друштва. Истовремено, локалној немачкој мањини дато је неколико привилегија, а број Немаца се стално повећавао насељавањем Немаца, укључујући и оне расељене кроз размену становништва немачких нациста и Совјета.
Након Висло-одерске офанзиве почетком 1945. године, Совјетски Савез је преузео контролу над овим територијама. Етничко немачко становништво је или побегло испред Црвене армије или је касније протерано, а територије су постале део Народне Републике Пољске.

## Историјска позадина
Већ у јесен 1933. Адолф Хитлер је открио својим најближим сарадницима своје намере да припоји западну Пољску планираној Великој Немачкој. У октобру 1939., месец дана након инвазије на Пољску, нацистичка Немачка је анектирала површину од 92,500 km2 (35,714 sq mi) (23,7% предратне Пољске) са популацијом од око 10.000.000 људи (30%  предратне Пољске). Остатак пољске територије је или припојен Совјетском Савезу (201.000 км 2 или 51,6% предратне Пољске према споразуму Рибентроп-Молотов) или претворена у окупациону зону Генералне владе коју контролише Немачка (95.500 km² или 24,5% предратне Пољске). Мали део предратне Пољске (700 km 2) припојена је Словачкој.
Од 1935. године, нацистичка Немачка је подељена на покрајине (Gaue) које су замениле бивше немачке државе и пруске провинције. Од анектираних територија, неке су биле припојене већ постојећим Gaue Источна Пруска и Шлеска (касније Горња Шлеска), док су од других конституисане нове Рајхсгауе Данциг-Западна Пруска и Вартеланд. Вартеланд је био једини гау који је конституисан искључиво од анектиране територије, Данциг-Западна Пруска је обухватала и бивше немачке области и бивши Слободни град Данциг.
Анексијом је прекршено међународно право (посебно Хашка конвенција IV 1907). Званичници нацистичке Немачке разговарали су о конвенцији и покушали да је заобиђу објавом рата против Пољске пре анексије, што је по њиховом мишљењу довело до тога да се конвенција не примећује.